# Lolium arundinaceum
Espèce
Lolium arundinaceum (synonyme Festuca arundinacea ou Schedonorus arundinaceus), la Fétuque élevée, Fétuque roseau ou Fétuque faux-roseau, est une espèce de plantes monocotylédones de la famille des Poaceae (graminées), sous-famille des Pooideae, originaire de l'Ancien Monde (Eurasie, Afrique du Nord).
C'est une plante herbacée, vivace, qui pousse naturellement dans les vieilles prairies. Elle est largement cultivée comme plante fourragère et pour la création de pelouses.
Cette plante peut provoquer des intoxications du bétail lorsqu'elle est parasitée par un champignon ascomycète endophyte, proche de l'ergot du seigle, Neotyphodium coenophialum.

## Description

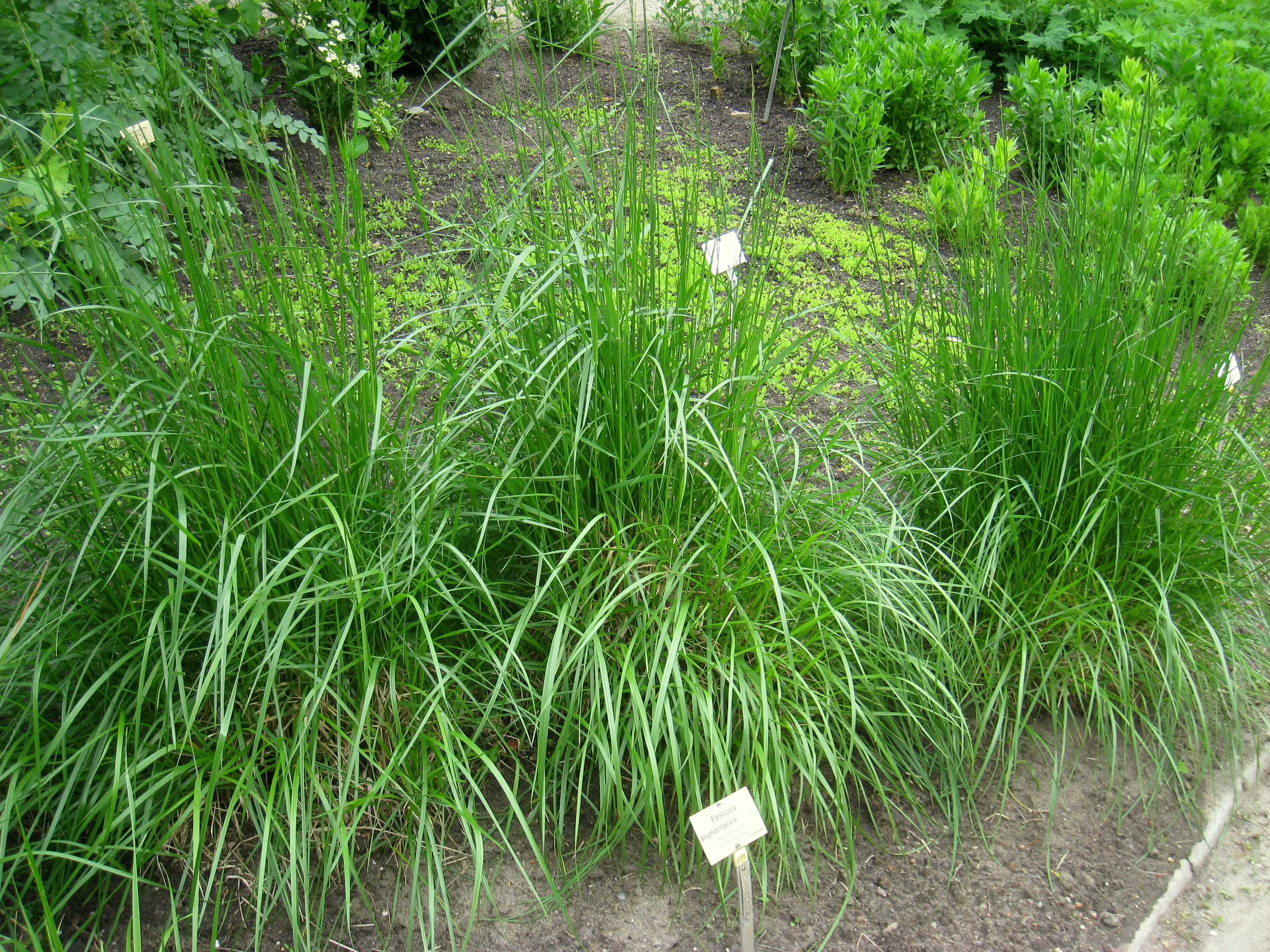
Touffes de fétuque élevée. Jardin botanique de Berlin-Dahlem

C'est une plante vivace robuste cespiteuse assez grande (jusqu'à 2 m).
Les feuilles sont planes, raides, larges, coriaces et d'un vert foncé avec une ligule courte et des oreillettes bien marquées. L'inflorescence est une panicule géminée inégale. Les épillets comportent 3 à 9 fleurs. Les glumelles inférieures sont souvent munies d'arêtes de petite taille.

## Utilisation
Elle est utilisée en agriculture comme plante fourragère. Elle résiste bien à l'humidité et peut supporter des inondations prolongées. Elle s'acclimate très bien dans des sols lourds ou acides. Grâce à son système racinaire capable de descendre très profondément, la fétuque élevée résiste aussi bien au sec, au piétinement et peut pousser même sous des températures élevées. Elle résiste également au froid. Un avantage la distingue des autres graminées fourragères : elle a un début de production précoce au printemps et une fin tardive en automne, la production est donc assez régulière tout au long de l'année.
Par contre, son feuillage est plus coriace et les variétés non améliorées sont moins appétentes que la plupart des autres espèces prairiales.
Une fois montée en épis, elle est difficilement acceptée par le bétail même en foin.
Pour le semis, on compte généralement 15 à 20 kg par hectare. Elle est souvent semée en association ou en mélange avec d'autres espèces de graminées et de légumineuses et peut être utilisée comme composante des prairies de longue durée surtout en zone humide.
Plus de 310 variétés sont inscrites au catalogue européen des espèces et variétés et près de 200 variétés fourragères au catalogue français
. Ces variétés ont été spécialement sélectionnées en fonction de leurs qualités ornementales selon les périodes de l'année, de leur résistance au piétinement, aux maladies du feuillage, à la sécheresse et de leur durée de vie.
Elle est également utilisée en mélange avec d'autres espèces pour les semis de gazons ou de terrains de sport. 
Pour une utilisation en gazon les doses de semis préconisées sont beaucoup plus élevées (200 à 300 kg par hectare) afin d'obtenir un tapis plus fin et plus dense.

## Plante envahissante
Dans l'optique d'améliorer la valeur pastorale des grandes plaines américaines en y introduisant des graminées sélectionnées pour leurs qualités nutritives, l'agronome E. N. Fergus de l'Université du Kentucky sélectionne en 1931 le cultivar Festuca arundinacea Kentucky 31 réputée pour sa croissance vigoureuse même en sols pauvres et climat sec. Mais ce cultivar hébergeait dans ses tissus Neotyphodium coenophialum, champignon endophyte qui lui donne une meilleure résistance aux stress (déficit hydrique, excès de sel, vie à l'ombre, attaques de champignons pathogènes, phototoxicité des ultraviolets), propriété qui pourrait découler, au moins en partie, des nombreuses molécules anti-oxydantes détectées dans les plantes infectées. Ce champignon produit des alcaloïdes toxiques (ergovaline et lolitrèmes) pour les insectes (péramines ou lolines) ou les ruminants chez qui il diminue les performances zootechniques (réduction de la lactation d'un tiers, 30 % d'avortements en plus, plus faible croissance des jeunes bovins, des symptômes étranges tels que la chute de la queue et des sabots). « Les lolitrèmes produits par Neotyphodium dans Kentucky 31 sont des neurotoxiques responsables des comportements anormaux des bovins qui consomment la plante. Enfin, l'ergovaline et ses dérivés ont des effets vasoconstricteurs qui provoquent la chute des sabots et de la queue, mal irrigués par le sang ». Cette graminée réputée pour sa valeur fourragère est ainsi néfaste pour le bétail. Le champignon se transmet par les graines, si bien que Kentucky 31 est depuis devenu une plante envahissante en Australie et aux États-Unis.

## Liste des taxons de rang inférieur
Liste des sous-espèces selon Plants of the World online (POWO) (24 juin 2021) :
- Lolium arundinaceum subsp. arundinaceum
- Lolium arundinaceum subsp. orientale (Hack.) G.H.Loos

## Systématique
Ce taxon porte en français les noms vernaculaires ou normalisés suivants : « Fétuque élevée, », « Fétuque faux-roseau, », « Fétuque roseau ».
Lolium arundinaceum a pour synonymes :
- Bromus arundinaceus (Schreb.) Roth
- Festuca arundinacea Schreb.
- Festuca elatior var. arundinacea (Schreb.) Roth
- Schedonorus arundinaceus (Schreb.) Dumort.